# Магеланови облаци
Магелановите облаци са двойка неправилни галактики джуджета, Голям Магеланов облак (ГМО) и Малък Магеланов облак (ММО), част от Местната група — групата галактики, от които е част и нашата, Млечния път. Дълго време се е смятало, че са в орбита около Млечния път, но според по-нови проучвания това не е така.
Наречени са на името на португалския мореплавател Фернандо Магелан, който ги е наблюдавал от южните морета по време на обиколката си на света през 1519–1522 г. Наблюдавани са и по-рано от арабски астрономи, първото писмено свидетелство за което е от X век. Името на Магелан не бива свързано с тях още дълго време — в „Уранометрия“-та на Байер от 1603 г. са наречени просто Nubecula Major и Nubecula Minor („Голям облак“ и „Малък облак“ на латински език). Тези имена се срещат дори през 1795 г., в едно френско издание от на звездния атлас на Фламстед (където са наречени съответно Le Grand Nuage и Le Petit Nuage със същите значения на френски език).
В бъдеще гравитационното притегляне на Млечния път би могло да ги раздели: тогава техните звезди и мъглявини ще станат част от нашата галактика.